# 포드 트랜싯
포드 트랜싯(Ford Transit)은 미국의 대표적인 자동차 제조업체인 포드가 영국에서 생산, 판매한 소형 승합차 및 화물차, 미니버스이다. 1953년에 처음 발매되었다. 전신을 제외하면 영국에서 처음 생산되었으며 2새대가 출시되었을때는 그 당시의 베스트셀링 차량보다 더 빠른 0-60 마일 기록을 가지고 있었다.
또한 영국 경찰청은 95%의 강도들이 포드 트랜짓을 타고 범죄를 저지른 것으로 나타났다. 2006년 기준으로 고를 수 있는 트랜짓의 가짓수는 모든 다른 조합을 사용하였을시 3백만가지의 각기 다른 트랜짓이 나온다는 계산이 나왔다.

## 전신

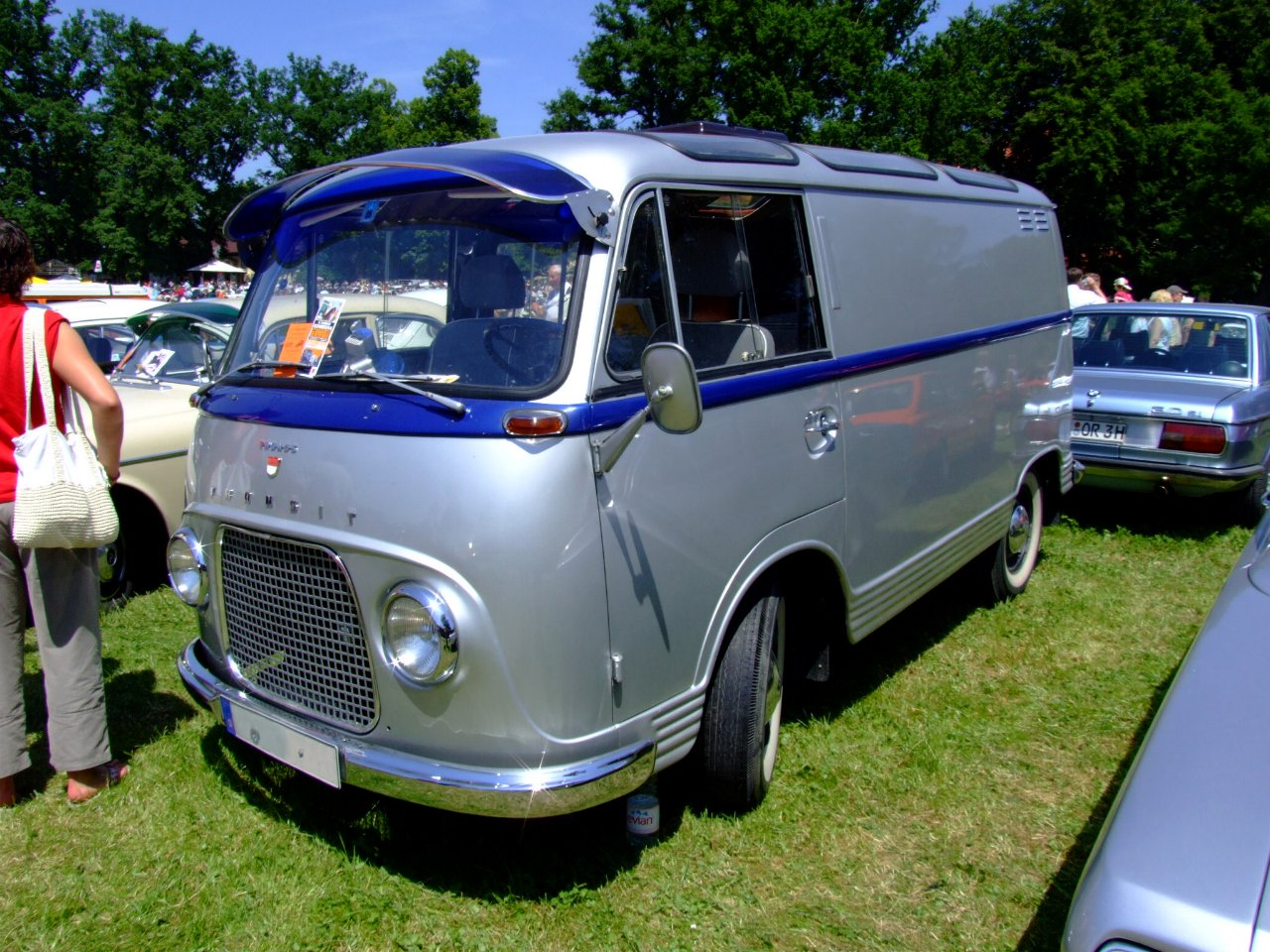
포드 타우누스 트랜싯 정측면

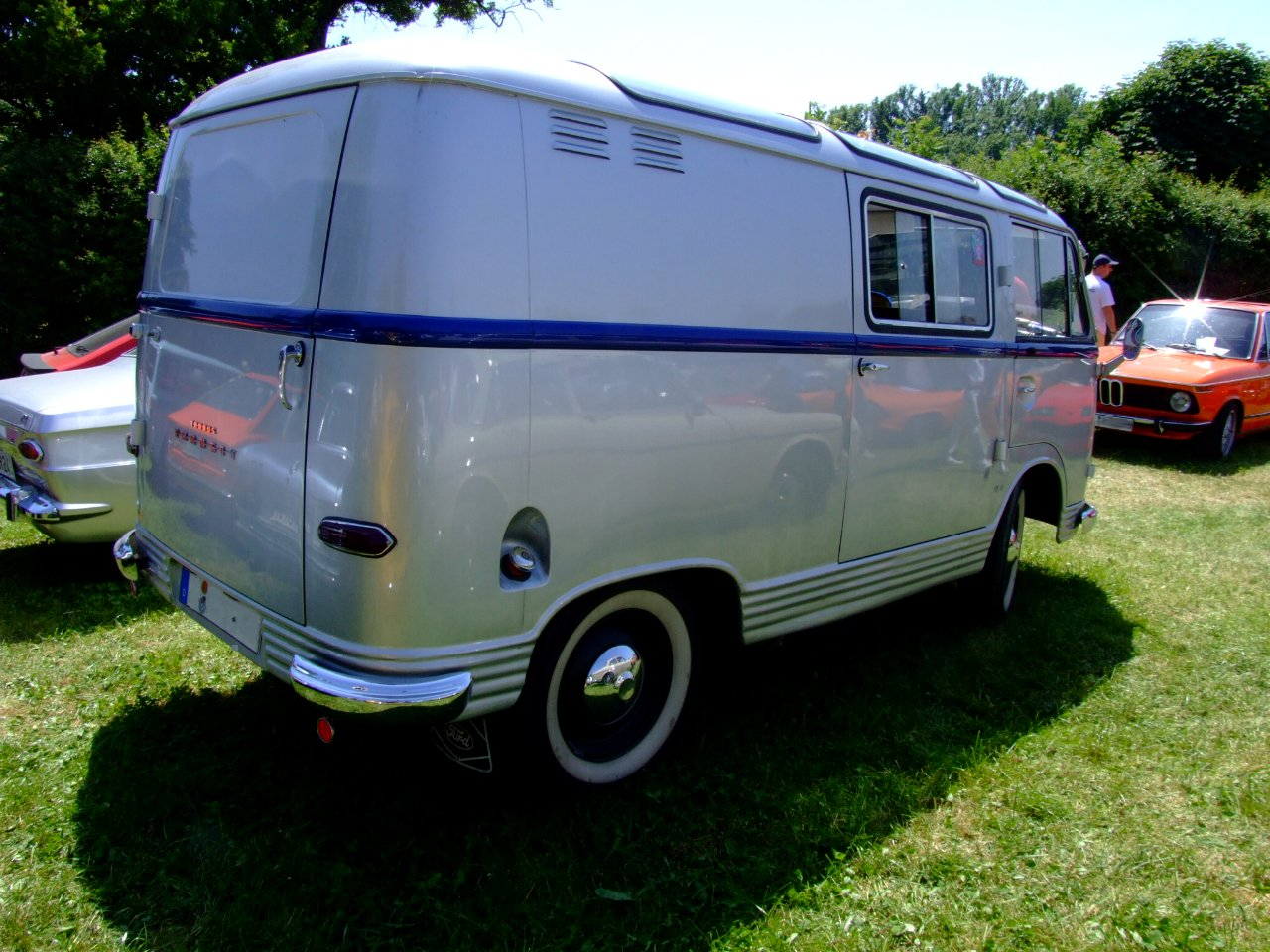
포드 타우누스 트랜싯 후측면

다른 트랜싯과는 달리 독일 쾰른에서만 생산되었다.
외관은 폭스바겐 타입 2에 영향을 받았다.
1953년에 FK1000이라는 이름으로 1.3리터 4기통 직렬 엔진이 장착된 원박스형으로 출시된 것이 트랜싯의 시초이다.
1955년에는 엔진 용량이 1.5L로 늘어났다.
1961년에는 차명이 타우누스 트랜싯으로 개명되었다.
1965년까지 생산되었다.

## 1세대

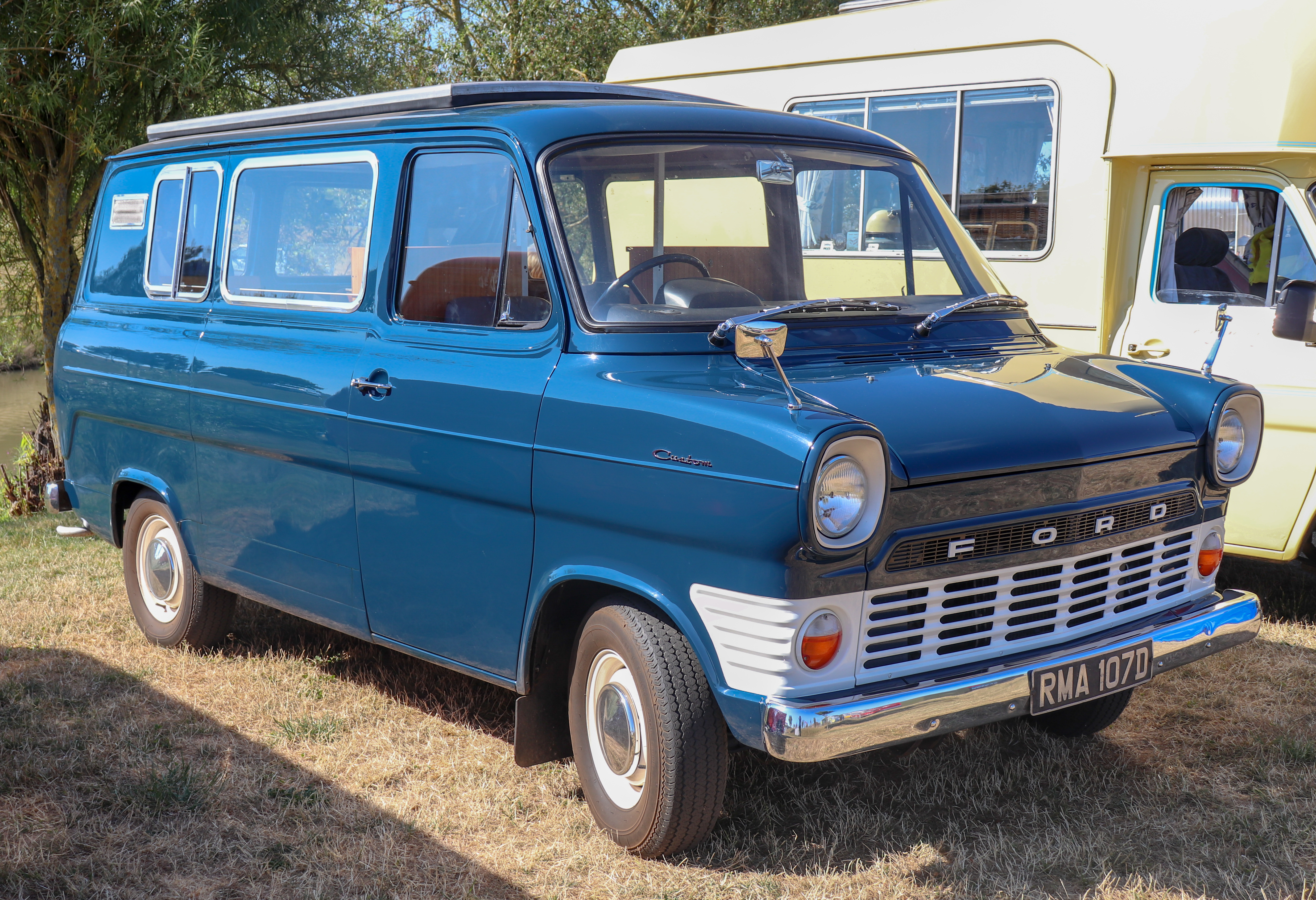
포드 트랜싯(전기형) 정측면

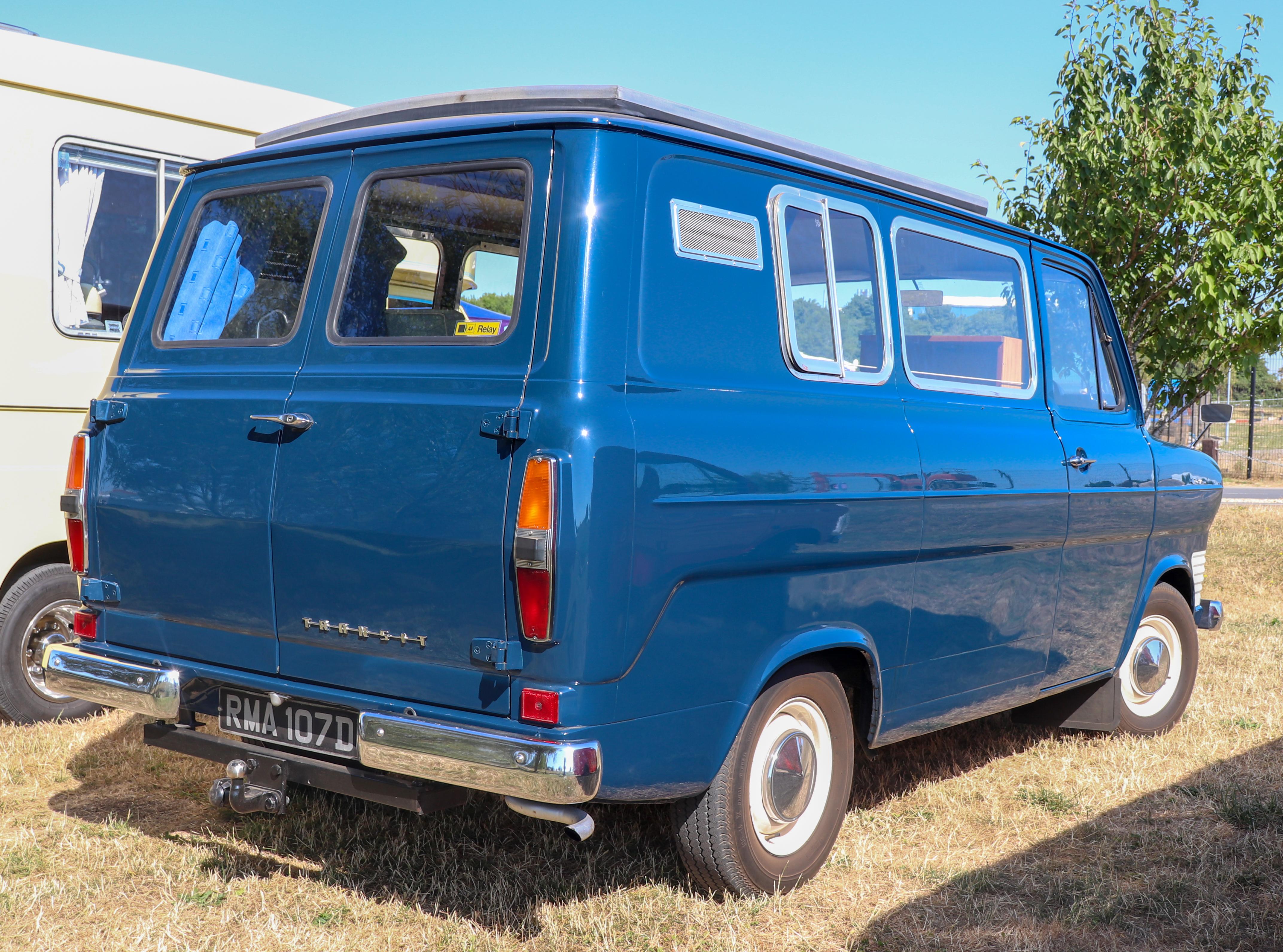
포드 트랜싯(전기형) 후측면

1965년 10월에 템스 400E의 후속 차종으로 출시되었으며, 독일 쾰른에서만 생산하던 타우누스 트랜짓과 달리 호주, 벨기에, 영국, 네덜란드, 터키 등 생산처를 확대하였다. 또한 원박스형에서 세미보닛형으로 바뀌었으며, 이 때부터는 타우누스 트랜싯이라는 차명은 버리고, 단순히 트랜싯이 되었다.
현대자동차의 포터 1세대 모델인 현대 HD1000은 2세대 모델이 미쓰비시의 델리카를 그대로 들여온 것과는 달리 포드 트랜싯을 대한민국 사정에 맞게 캡오버화한 고유 모델이다. 또 엔진도 후속작과 다르게 미쓰비시의 4DB 계열이 아닌 영국 퍼킨스 사의 1,760cc 4.108 직렬 4기통 디젤 엔진을 장착하였다.

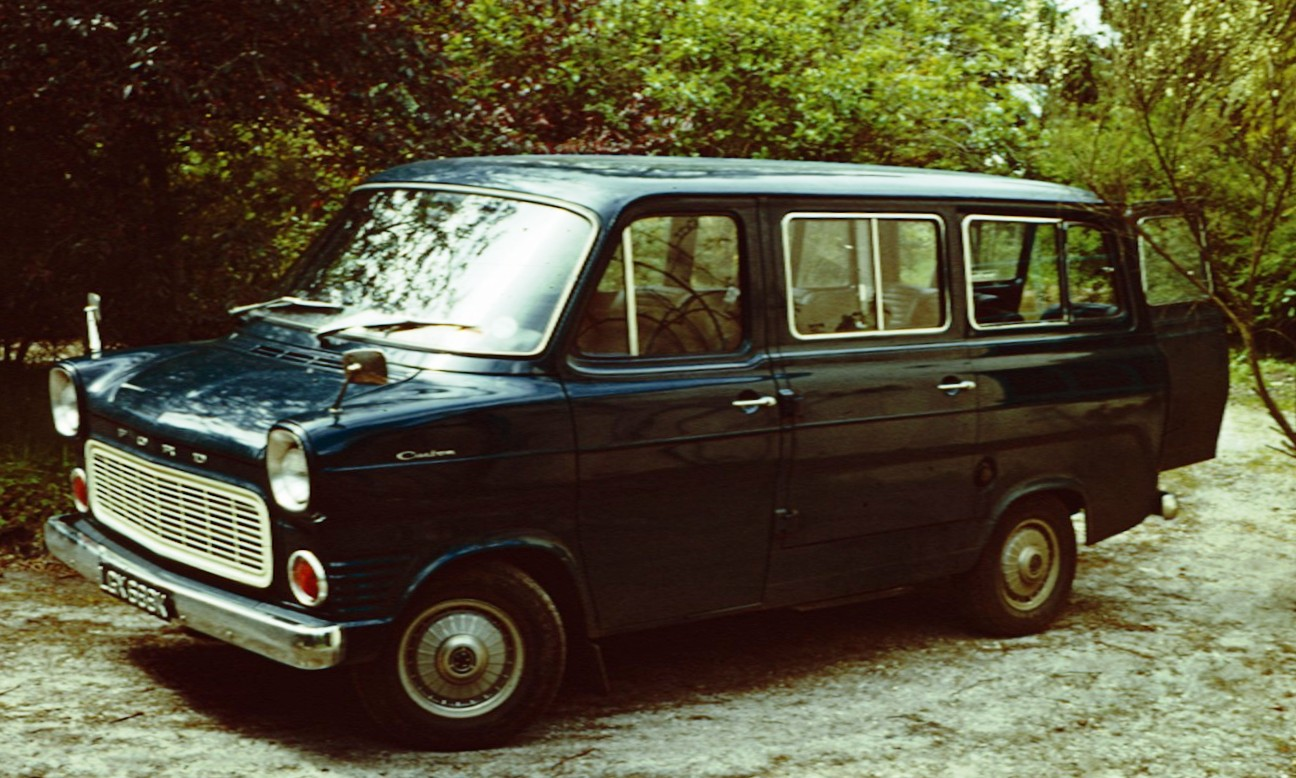
포드 트랜싯(후기형) 정측면

## 2세대

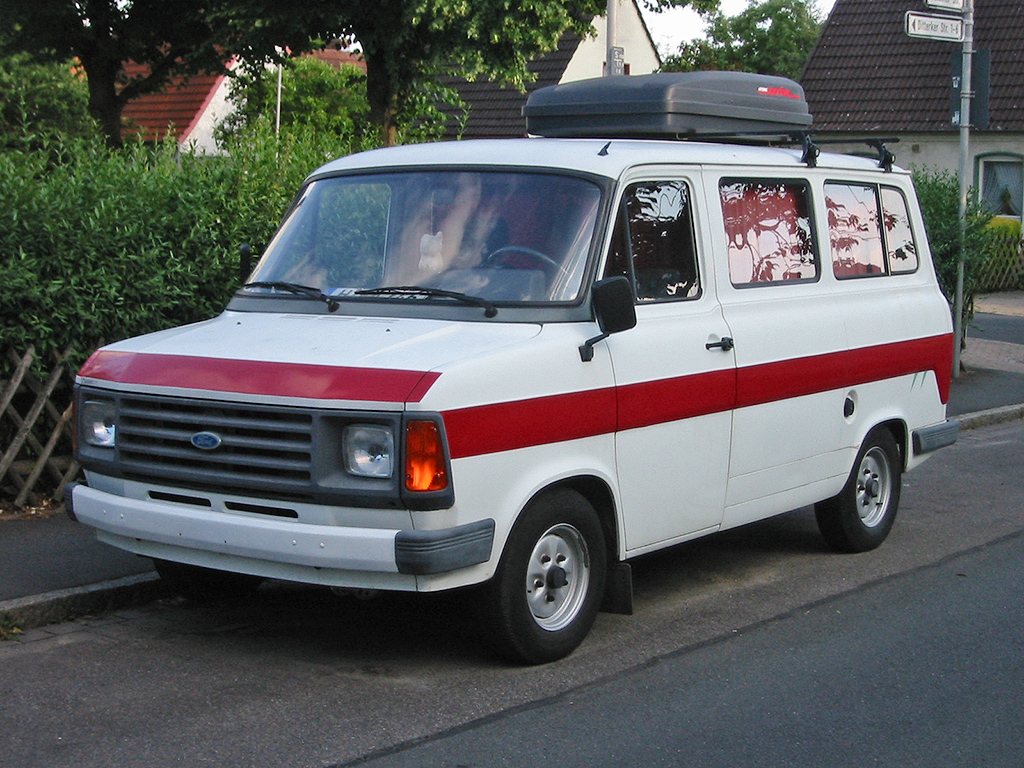
포드 트랜싯 정측면

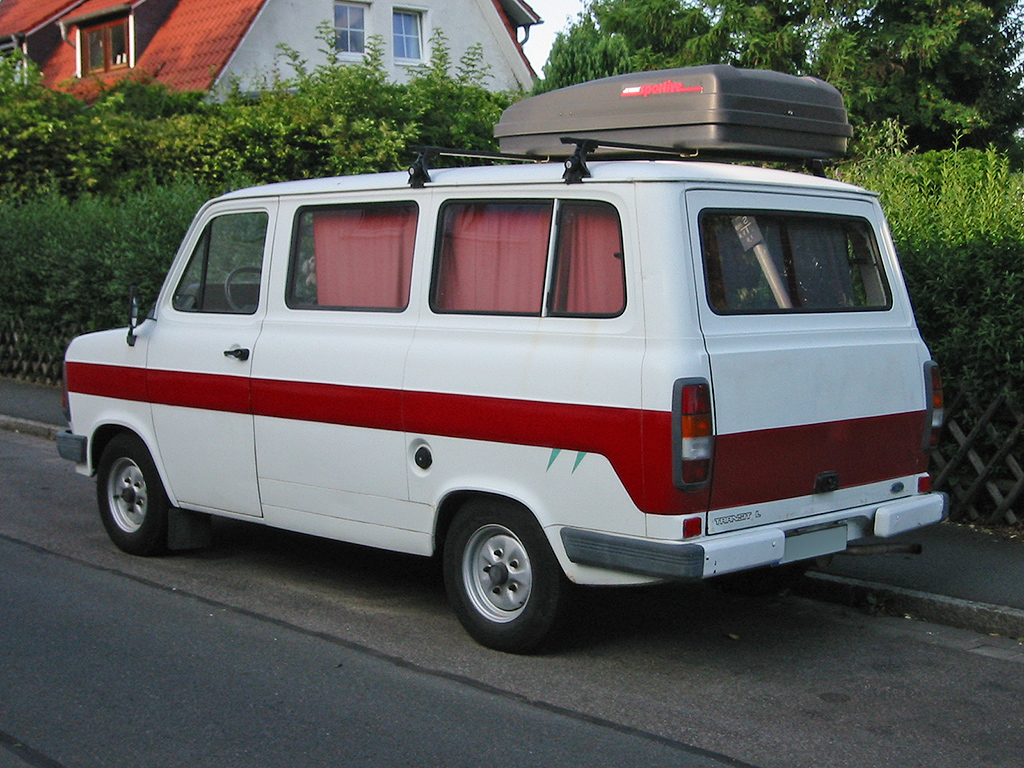
포드 트랜싯 후측면

1977년 8월에 출시된 2세대는 기존의 디자인을 바꾸긴 했으나, 앞모습과 일부 부분만 변화를 줘서 1세대의 페이스 리프트 차종에 불과했다.

## 3세대

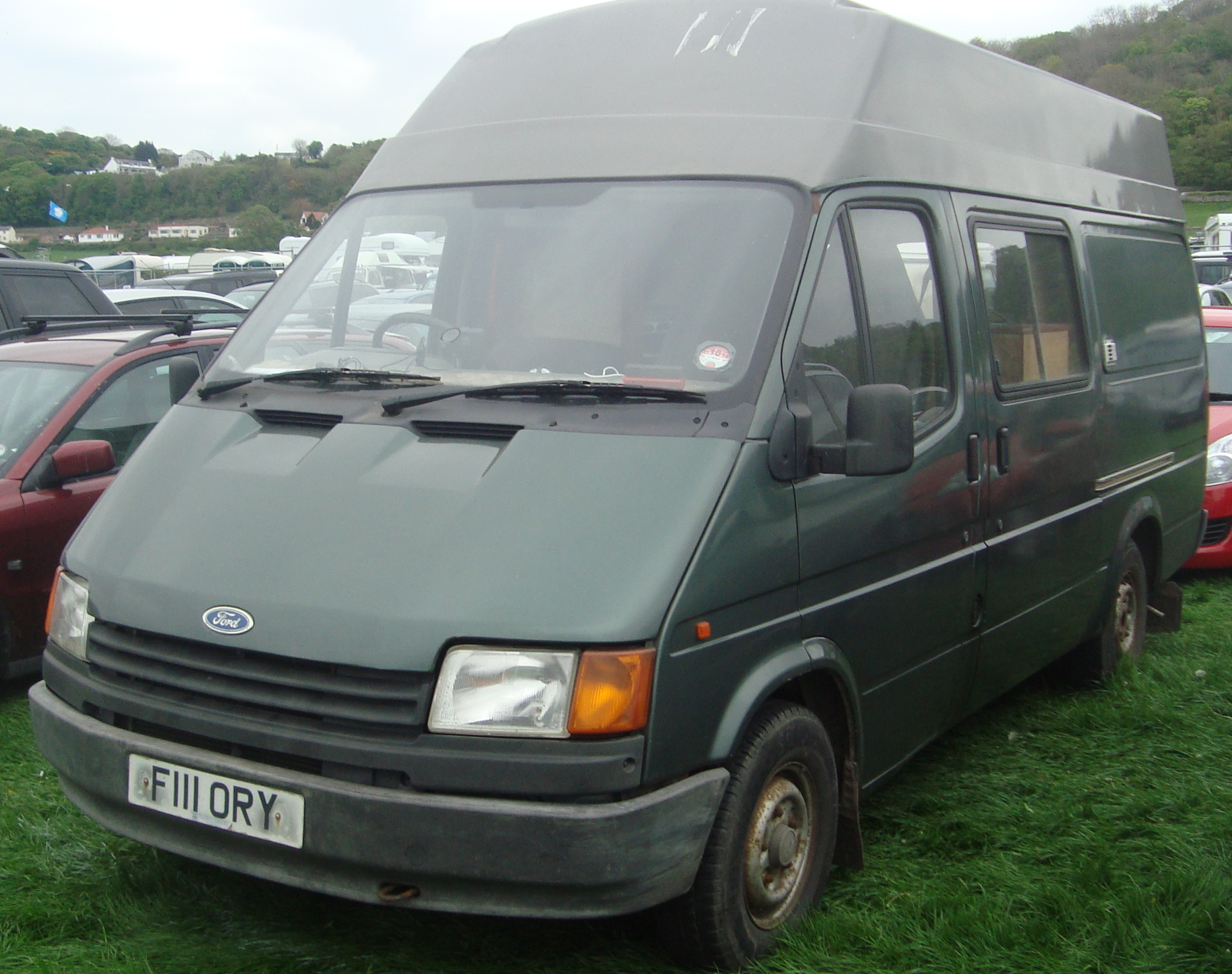
포드 트랜싯(전기형) 정측면

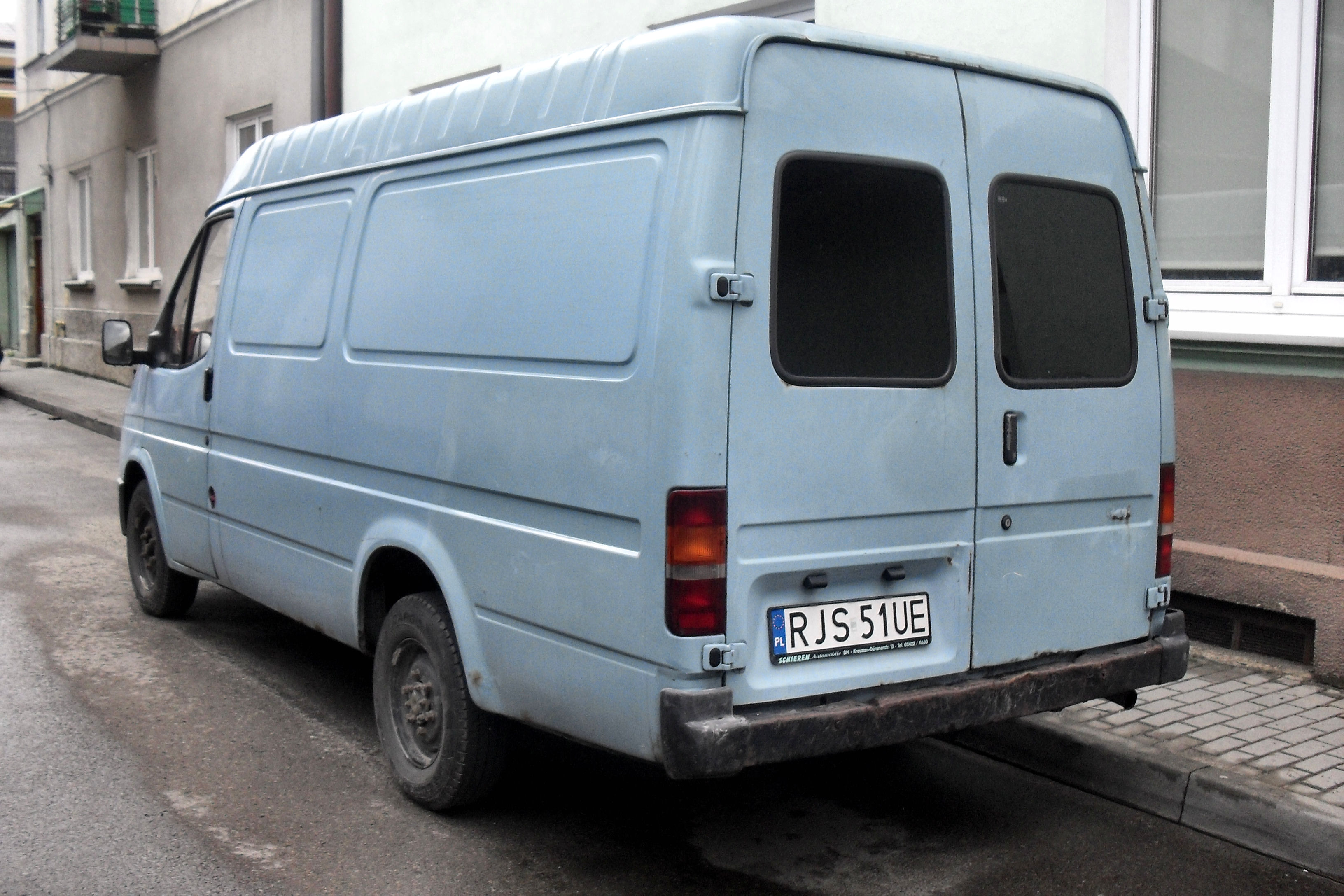
포드 트랜싯(전기형) 후측면

1986년 1월에 출시되었다. 디자인은 큰 폭으로 바뀌었으며, 전장과 전폭, 축거와 윤거가 늘어났다.
1992년에 전조등과 프론트 그릴 모양이 살짝 바뀐 페이스 리프트 모델이 선보였으나, 페이스 리프트 이전의 트랜싯은 1995년까지 병행 판매되었다.
1994년에 다시 한번 페이스 리프트를 감행하면서 일부 외형 부품 모양이 바뀌었다.
2000년에 4세대가 나오면서 유럽에서는 단종되었으나, 터키에서는 2001년까지, 베트남에서는 2003년까지 생산되었다. 한편 중화인민공화국에서는 기존 모델을 계속 생산하다가 2006년에 외형을 살짝 다듬은 상태로 페이스 리프트를 거치면서 2017년까지 연장 생산되었다.

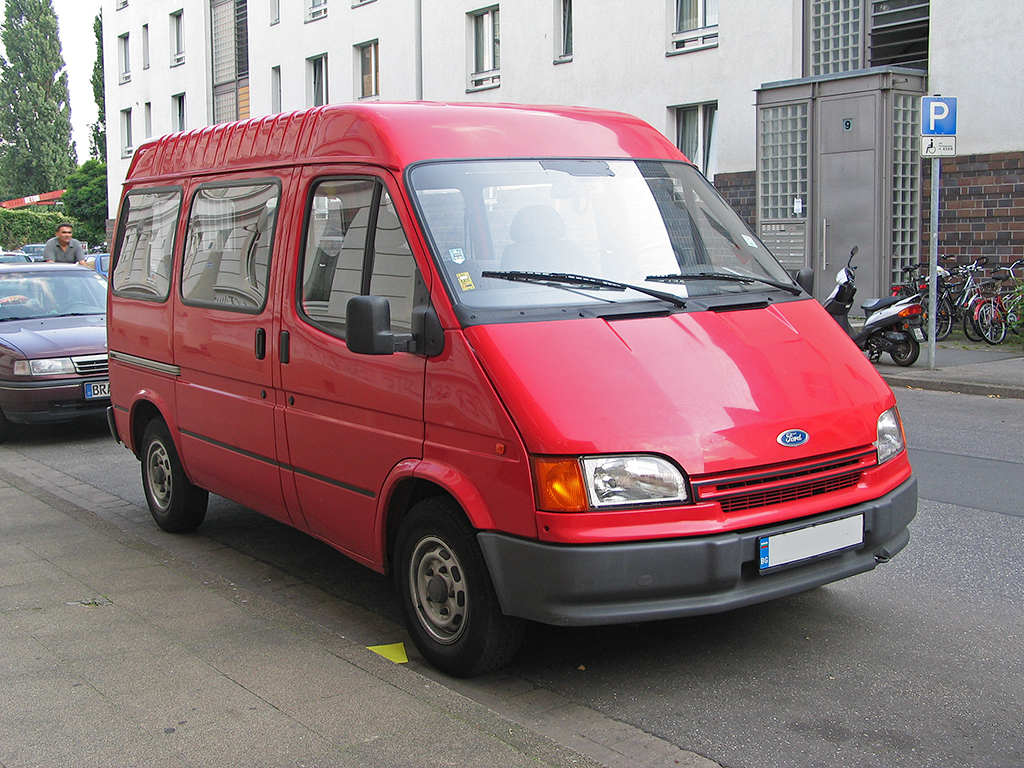
포드 트랜싯(중기형) 정측면
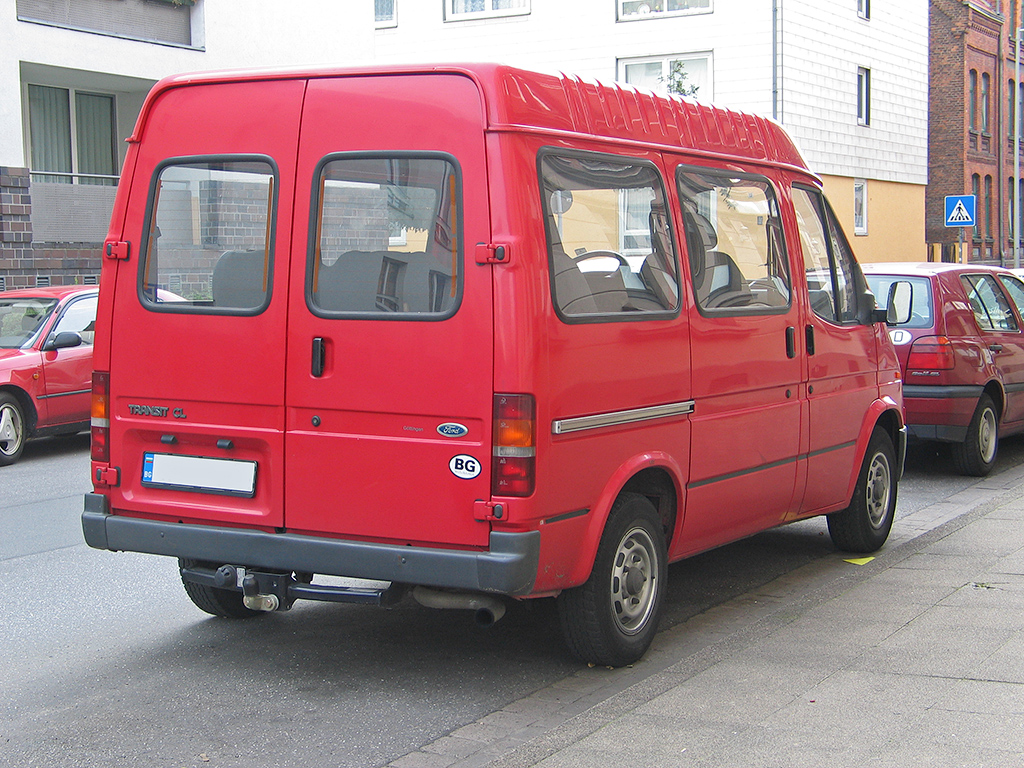
포드 트랜싯(중기형) 후측면
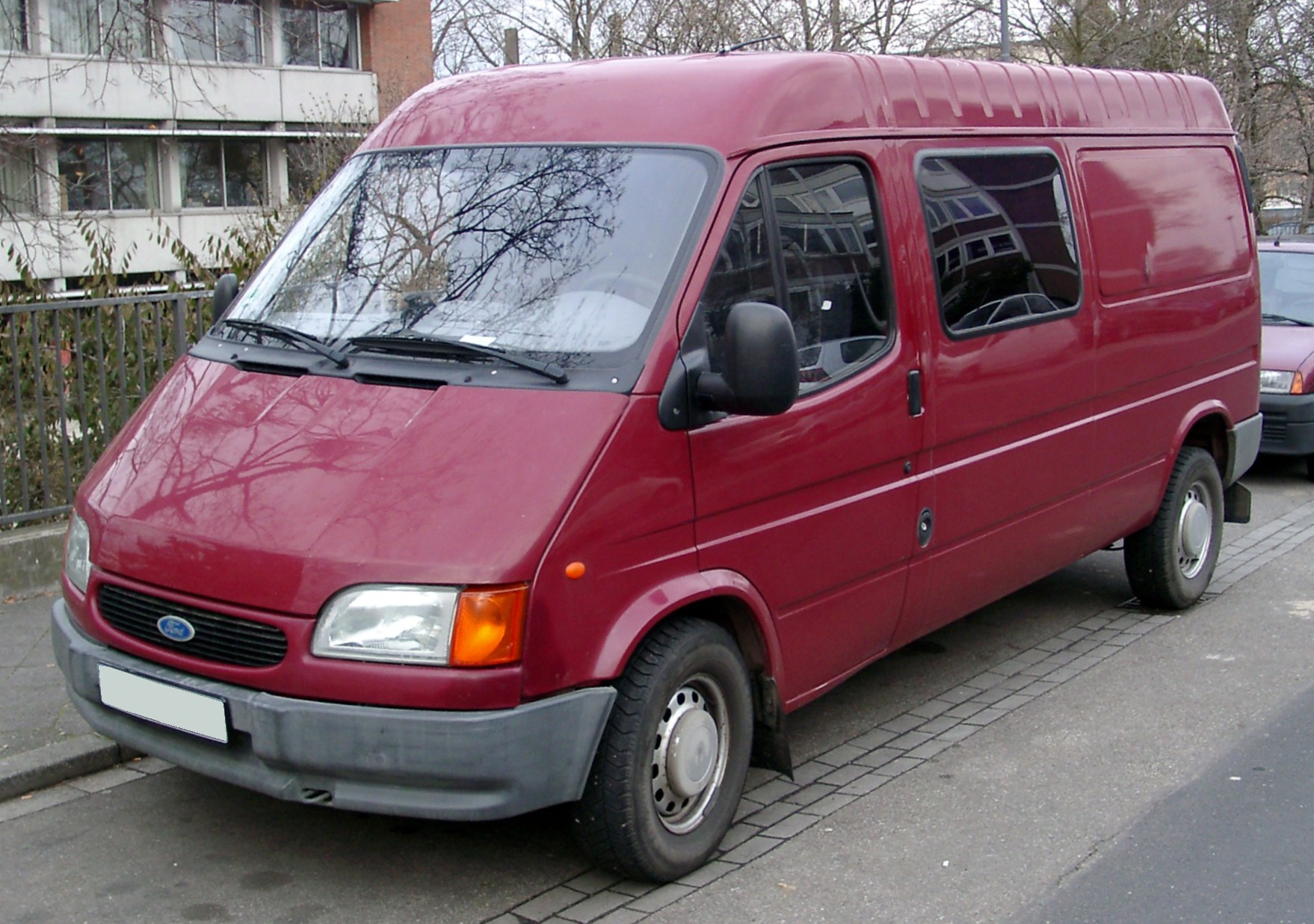
포드 트랜싯(후기형) 정측면
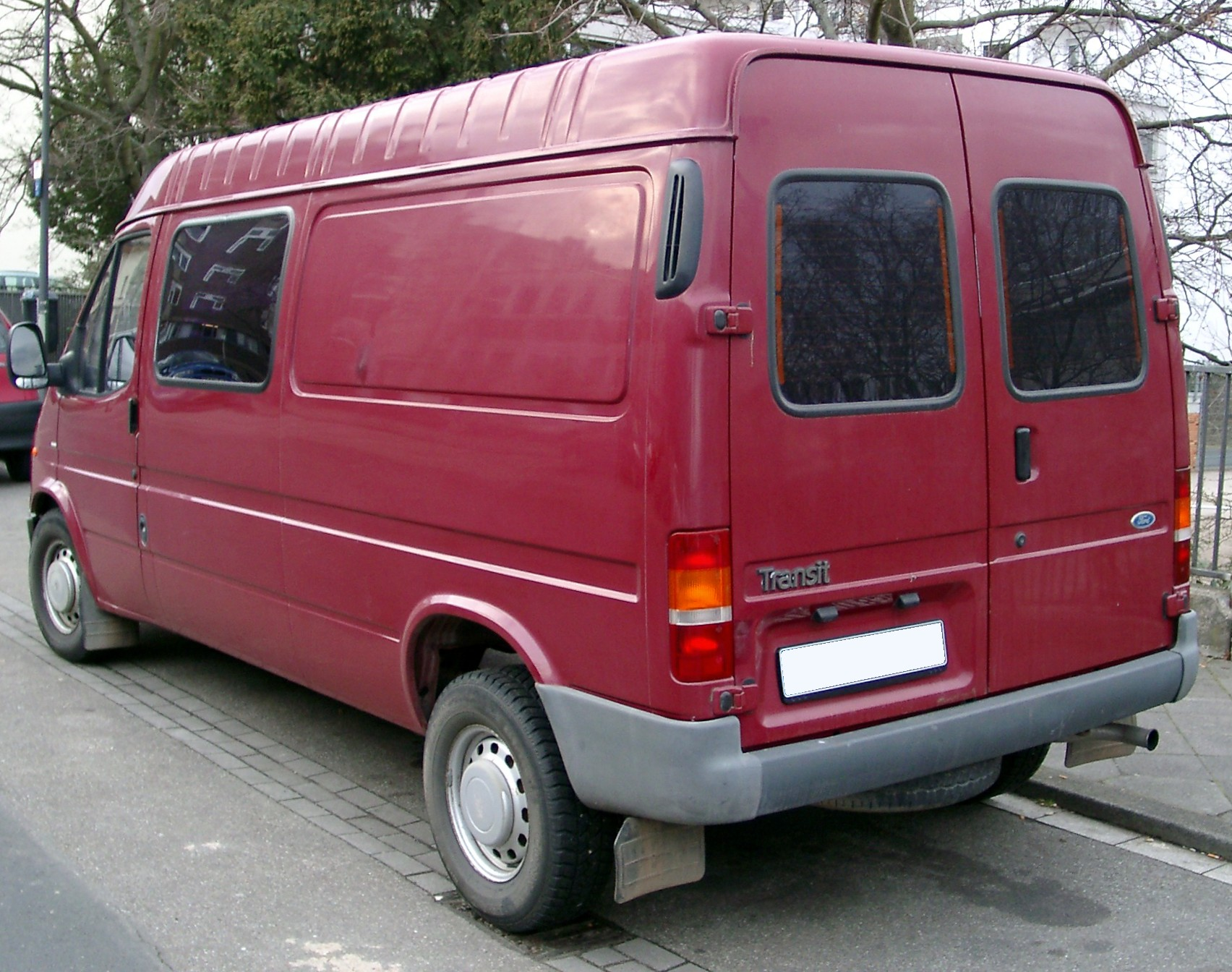
포드 트랜싯(후기형) 후측면

## 4세대

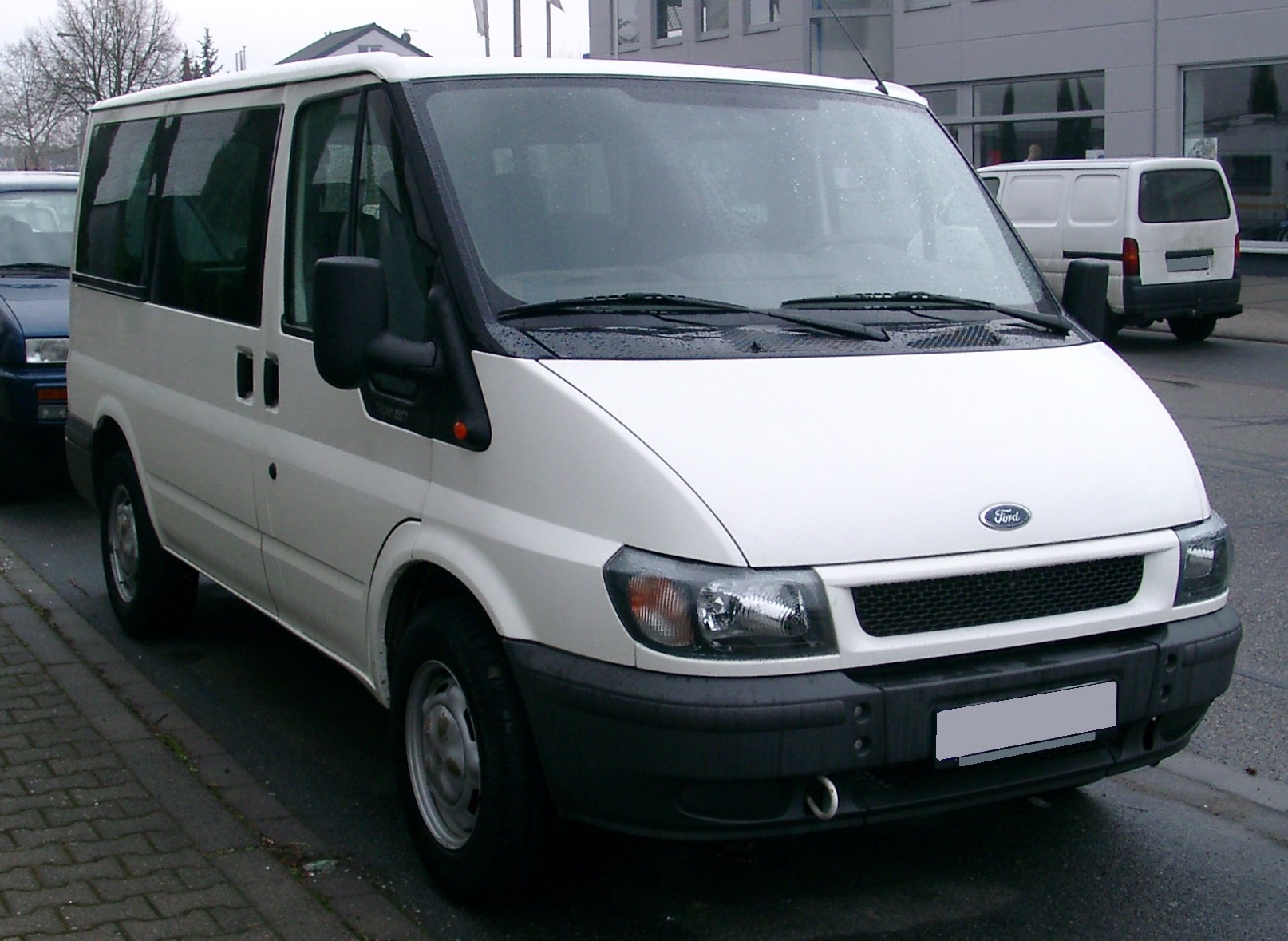
포드 트랜싯(전기형) 정측면

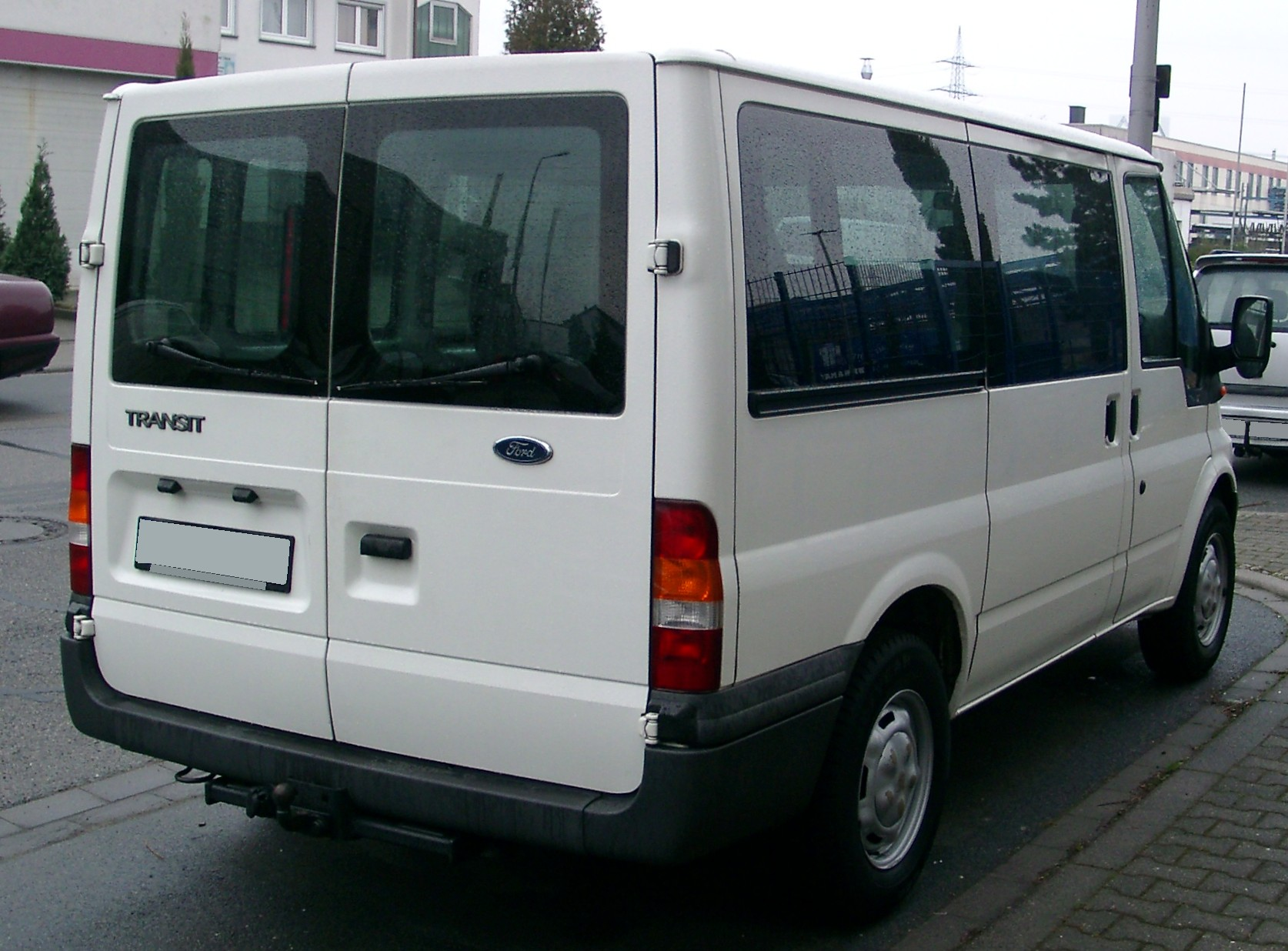
포드 트랜싯(전기형) 정측면

2000년 7월에 출시되었으며, 뉴 엣지 스타일로 적용되었다.
일부 국가 한정으로 승합용 모델은 투어네오, 화물밴 모델은 트랜싯 그대로 네이밍이 달렸다.
2006년 11월에 페이스 리프트를 거치면서 앞모습이 바뀌었다.
그리고 이 때 고성능 모델인 스포츠밴도 선보였다. 포드에서 직접 손봤으며, 랜드로버 디스커버리에 달렸던 5기통 디젤 엔진을 얹으면서 일부 경량화하고 서스펜션도 성능을 높이기 위해 손봐 140마력을 가졌다.
2013년에 5세대가 출시되어도 유럽 시장에서는 계속 판매되다가 2014년에 단종되었으나, 중화인민공화국과 말레이시아에서는 현재까지 생산, 판매 중이다.

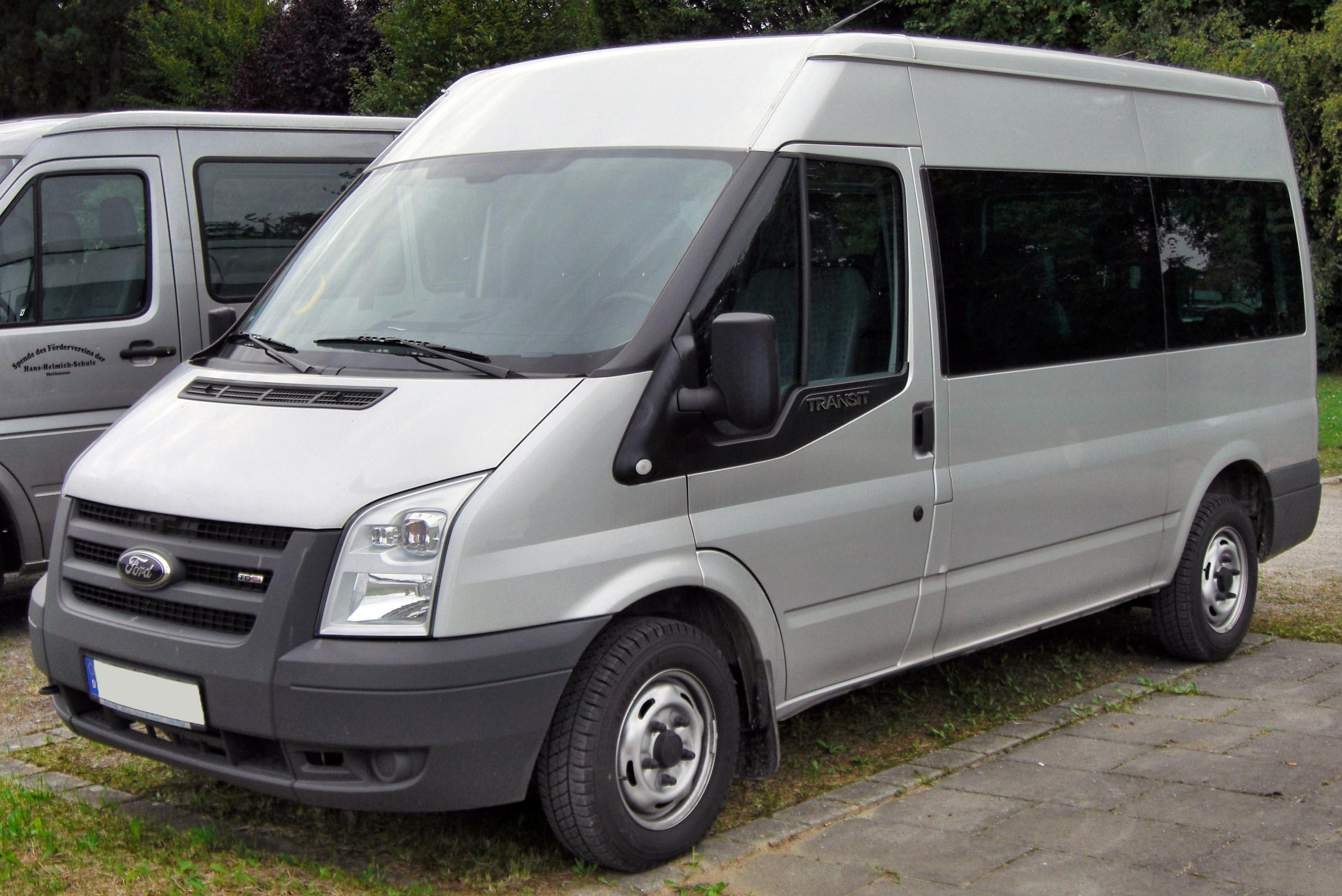
포드 트랜싯(후기형) 정측면
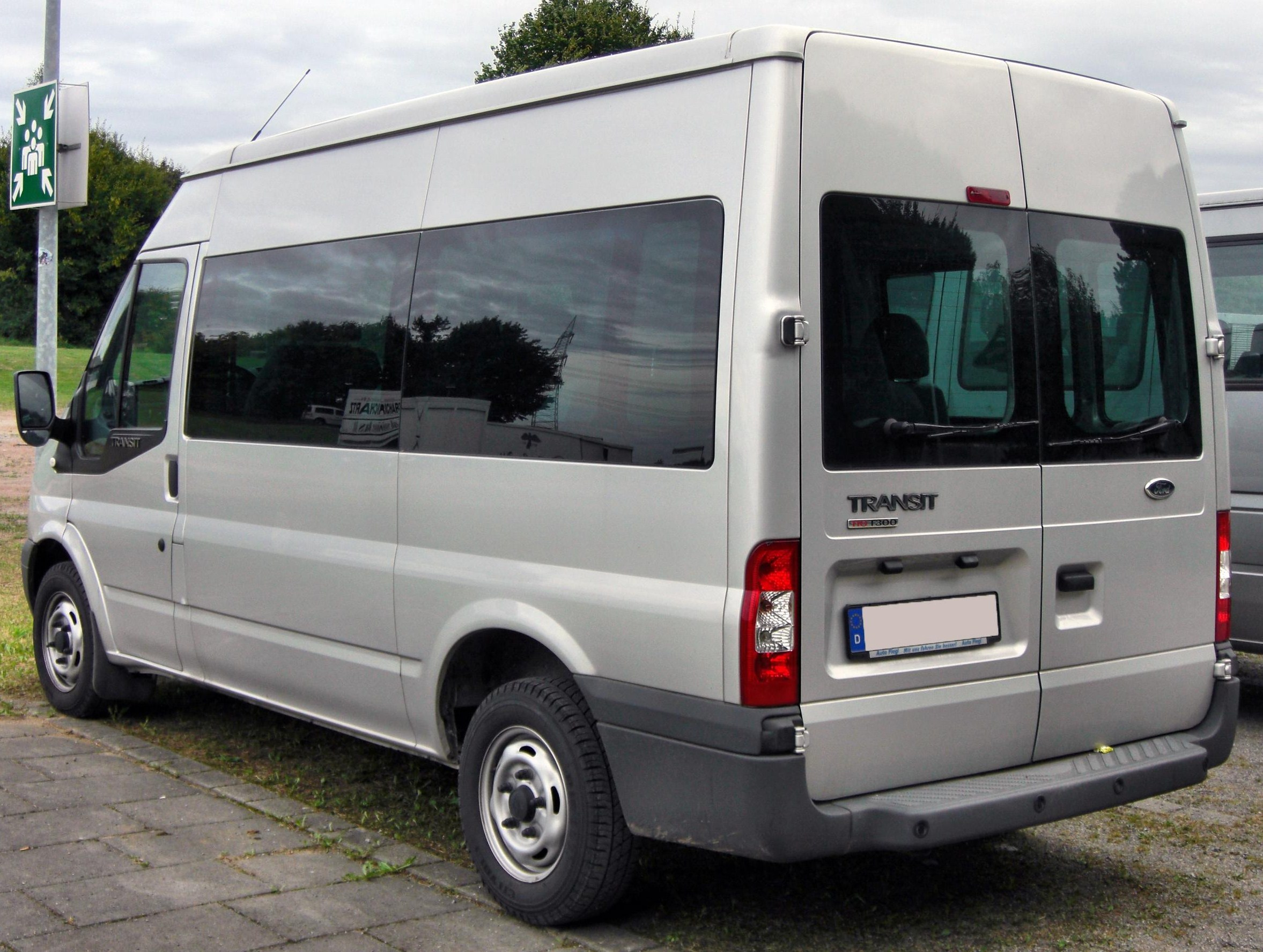
포드 트랜싯(후기형) 후측면

## 5세대

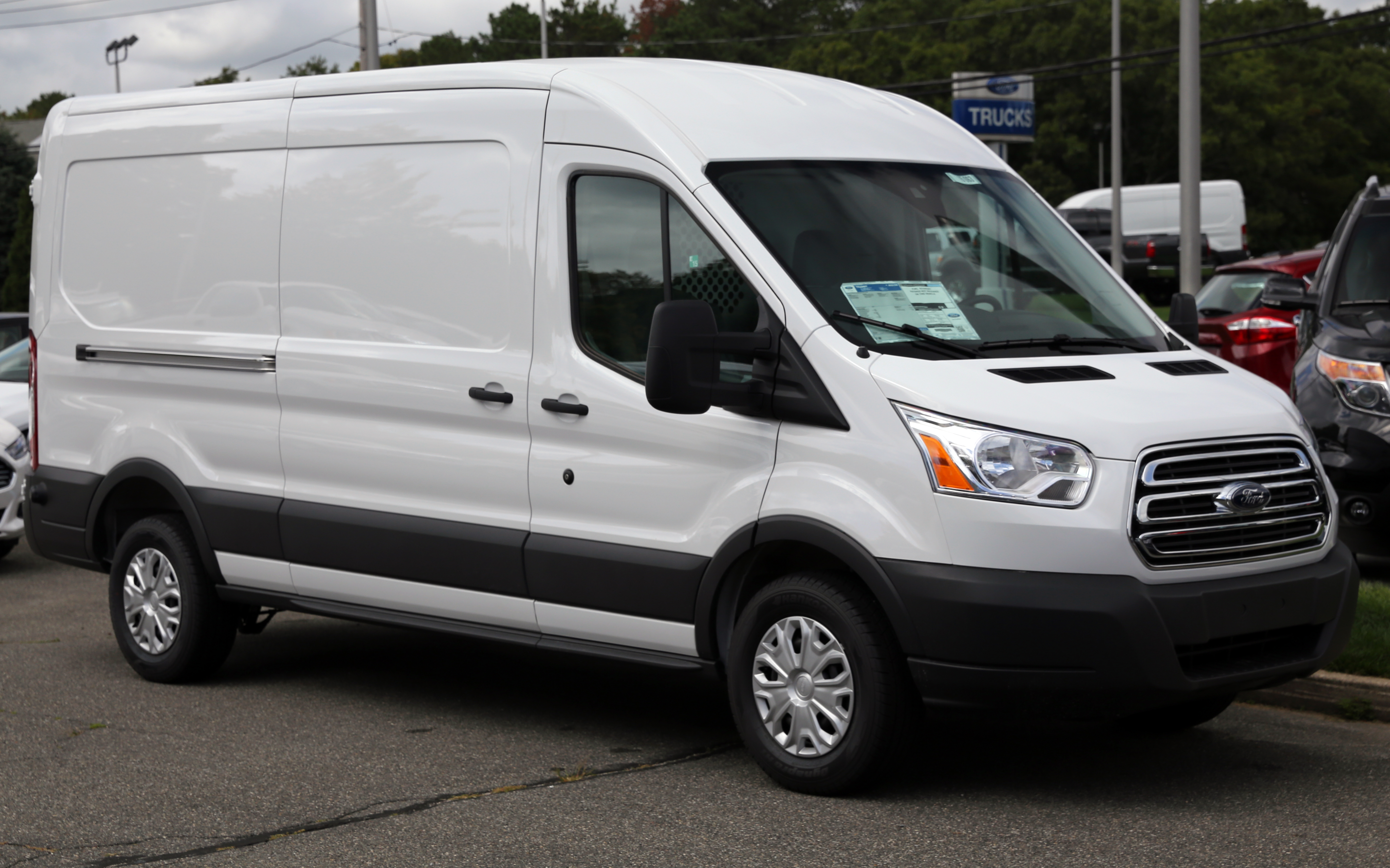
포드 트랜싯 정측면

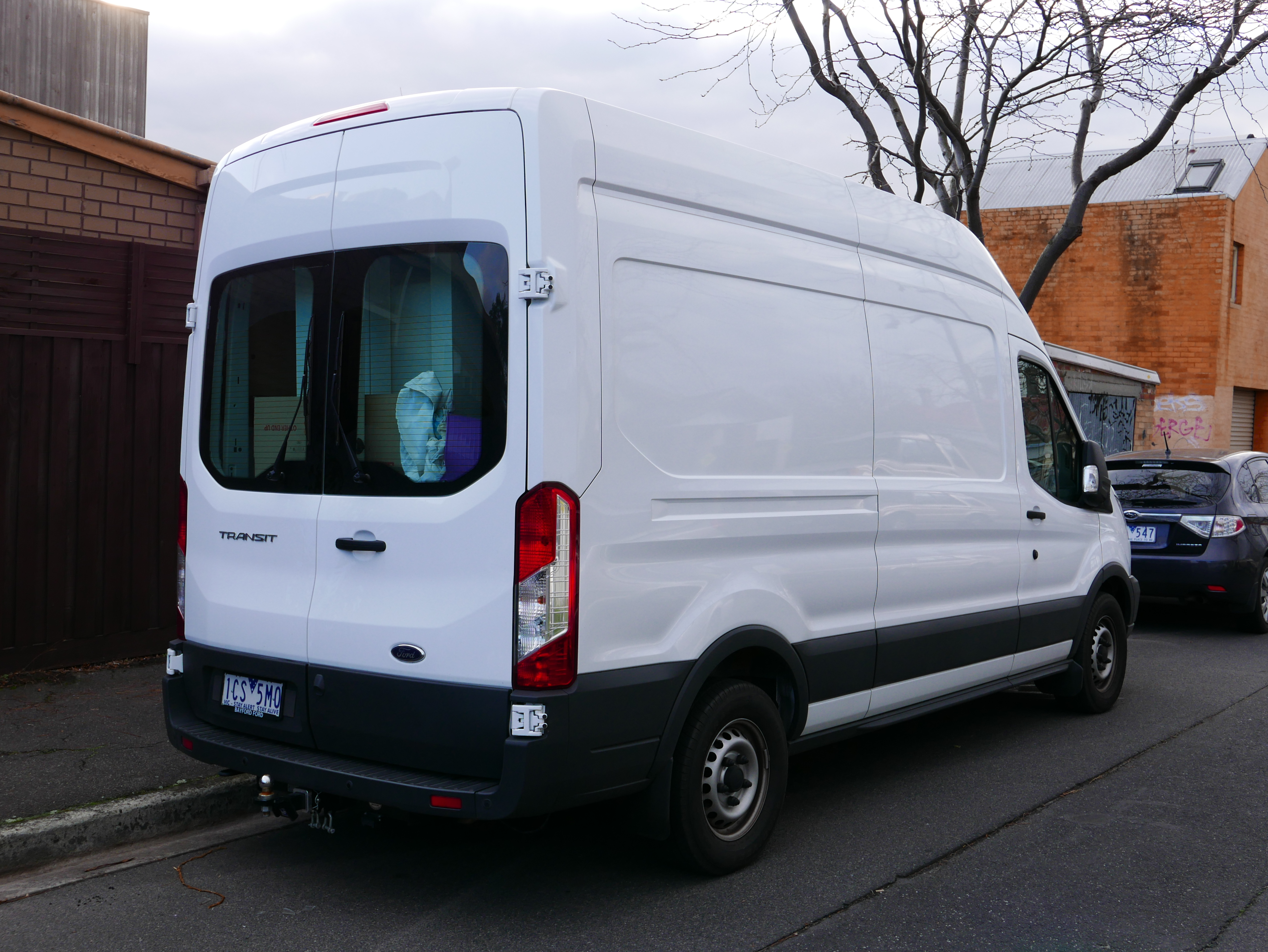
포드 트랜싯 후측면

2013년 1월에 디트로이트에서 북미 국제 오토쇼를 통해 공개되었고, 같은 해 여름에 정식 출시되었다.
2014년 여름에 E-시리즈의 후속 차종으로 북미 현지 생산, 판매가 개시되었으며, 역대 트랜싯 중 최초로 북아메리카에서도 판매된다.

## 방송
영국의 톱기어에서는 트랜짓을 사용한 방송을 여러번 방송했는데, 이는 캠핑카 만들기, 뉘르부르크링 서킷 9분 59초 내에 달리기, 홀덴 HSV와 드래그레이스하기, 랠리 출전하기, Man With The Van Challenge, 호버밴(호버크래프트+밴) 등이 있다.
뉘르부르크링 서킷 9분 59초 내에 달리기는 서킷의 여왕 사빈 슈미츠가 도전했지만 아쉽게도 10분 8초의 기록으로 실패했다.

## 경쟁 차종
- 현대자동차 - 스타렉스, 쏠라티
- 기아자동차 - 트라벨로
- 쉐보레 - 익스프레스, 스타크래프트
- 토요타 자동차 - 하이에이스
- 닛산 자동차 - 캐러밴, NV2500
- 메르세데스-벤츠 - 스프린터
- 포드 - 트랜싯 커스텀,
- 폭스바겐 - 트랜스포터, 크래프터
  - MAN - TGE
- 오펠 - 비바로, 모바노
- 피아트 - 듀카토
- 르노 - 트래픽, 마스터
- 이베코 - 데일리
- UAZ - 부한카
- 닷지 - 램 - 프로마스터

## 같이 보기
- 트랜싯 커스텀 (파생 모델)
- 트랜싯 커넥트 (미니밴 모델)

## 제조 업체 웹사이트
- (베트남어) 포드 베트남 Hai Duong 조립 공장 보관됨 2010-08-08 - 웨이백 머신 (베트남)
- (중국어) Jiangling Motors Co., Ltd. (중화인민공화국)
- (튀르키예어) Otosan 보관됨 2014-02-26 - 웨이백 머신 (터키)
- (영어) Ford Motor Company Limited United Kingdom (영국)